# Pierre Nicole (Politiker)
Pierre Nicole (* 20. Mai 1909 in Basel; † 27. Juni 1987 in Genf) war ein Schweizer Journalist und Politiker.

## Leben
Pierre Nicole war der Sohn von Léon Nicole, der damals noch Beamter der Post- und Telegraphenverwaltung war, und dessen Ehefrau Lina, Tochter des Landwirts Louis Dubrit. Nach seinem Studium der Rechtswissenschaften wurde er Journalist und betätigte sich als aktiver Sozialist im spanischen Bürgerkrieg als Korrespondent der Zeitung Le Travail, dessen Gründer und Redaktor sein Vater war. Gemeinsam mit seinem Vater bewegte er sich in einem klandestinen politischen Umfeld, was dazu führte, dass sie beide gemeinsam, wegen geheimer politischer Aktivitäten, im August 1943 verurteilt wurden und für drei Wochen in Haft kamen.
Ab 1945 war Pierre Nicole Mitglied der Partei der Arbeit (PdA), die 1944 als Nachfolgeorganisation der zwischen 1939 und 1941 verbotenen Kommunistischen Partei der Schweiz (KPS) und der Fédération socialiste suisse (FSS) gegründet worden war und dessen Präsident sein Vater war; zur gleichen Zeit war er auch Redaktor der Zeitung La Voix ouvrière, die das offizielle Organ der PdA war. In einem Artikel vom 2. März 1951 warf er dem Bundesrat vor, das Volk zu betrügen und die Schweiz in den Krieg gegen die Sowjetunion verwickeln zu wollen. Dies führte zu einer unbedingten Gefängnisstrafe von 15 Monaten, zu der er im Dezember 1951 verurteilt wurde und die er auch vollständig verbüsste.
Er unterstützte seinen stalintreuen Vater nach dessen Ausschluss aus der PdA wegen Meinungsverschiedenheiten und gründete mit diesem 1954 eine progressive Partei, die jedoch 1958 wieder aufgelöst wurde; anschliessend zog er sich aus dem politischen Leben zurück.
Pierre Nicole heiratete 1939 Camille, Tochter des Walther Lienhard, Publizist und Verwaltungsrat der Société générale d'édition et de publicité.

## Schriften (Auswahl)
- Von einem Krieg zum andern. Genève Coopérative d'Imprimerie 1939.
- Cerséquences d'une fausse victoire, maux et remèdes possibles. Paris: J. Peyronnet, 1949.
- Léon Nicole; Emile Arnold; Pierre Nicole: Contre les folles dépenses militaires. Genève: Ed. de la Voix ouvrière, 1951.
- Pierre Nicole; Maurice Pianzola: Le procès de Pierre Nicole contre le conseil fédéral. Genève, Coopérative d'Imprimerie du Pré-Jérôme, 1952.